# Liste der Resolutionen des UN-Sicherheitsrates (1954)
Diese Liste der Resolutionen des UN-Sicherheitsrates nennt die beiden vom Sicherheitsrat der Vereinten Nationen im Jahr 1954 verabschiedeten Resolutionen.
| Nummer | Beschluss vom | Gegenstand                       | Mission |
| ------ | ------------- | -------------------------------- | ------- |
| 104    | 20. Juni      | Anfrage von Guatemala            |         |
| 105    | 28. Juli      | Internationaler Strafgerichtshof |         |